# Königshammer

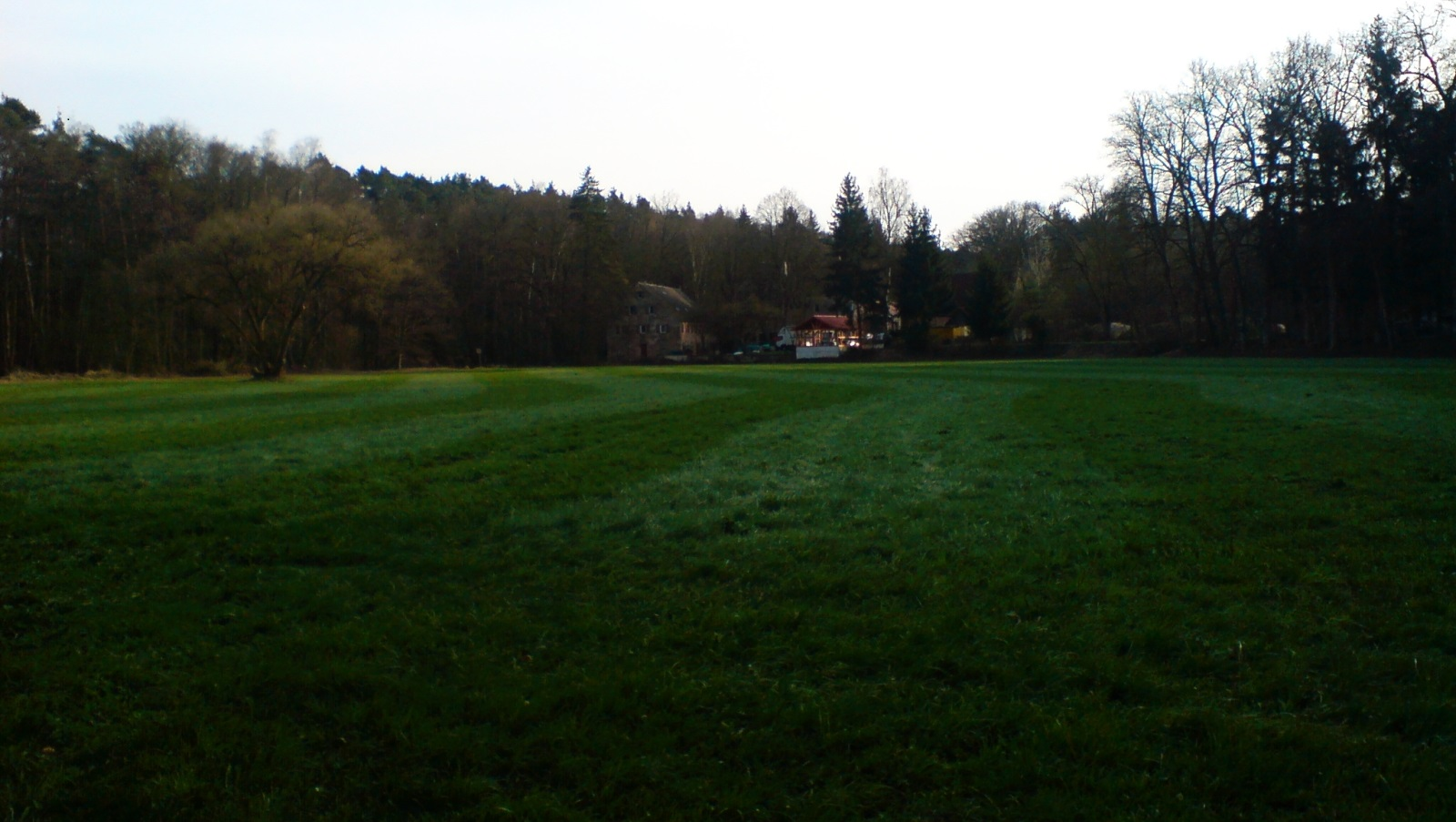
Ansicht von Osten

Reichsstädtisches Landgebiet von Nürnberg 1505–1806

Königshammer (fränkisch: Keenigshama) ist ein Gemeindeteil des Marktes Wendelstein im Landkreis Roth (Mittelfranken, Bayern). Königshammer liegt in der Gemarkung Kleinschwarzenlohe.

## Geographische Lage
Die Einöde liegt etwa 15 Kilometer südlich von Nürnberg und fünf Kilometer östlich von Schwabach an einer sackgassenartigen Abzweigung der Staatsstraße 2239 zwischen den Wendelsteiner Gemeindeteilen Neuses und Kleinschwarzenlohe. Südlich des Ortes fließt die Schwarzach, die dort mit Ausnahme der Kraftwerksstufen überwiegend naturbelassen mäandert. Der Ort befindet sich inmitten eines ausgedehnten Wasser- und Landschaftsschutzgebietes. (LSG-00428.01). Ein Anliegerweg führt zur Staatsstraße 2239 (0,3 km nördlich), die zu den benachbarten Orten Neuses (1,5 km südwestlich) bzw. nach Kleinschwarzenlohe (0,8 km nordöstlich) führt.

## Geschichte
Das Schwarzachtal war bereits in der Steinzeit von Menschen besiedelt, wie einzelne Funde belegen. Einige bronzezeitliche Gräber befinden sich nur wenige Kilometer flussaufwärts. Diese datieren auf circa 1600 bis 1300 v. Chr. Ein vorrömischer eisenzeitlicher Rennofen wurde 2013 in Wendelstein bei archäologischen Grabungen entdeckt, konnte aber wegen Grundwassereinbruches nicht geborgen werden. Im Gemeindegebiet Wendelsteins sind bisher etwa 20 Bodendenkmäler aus mesolithischer, neolithischer, sowie aus der Latènezeit qualifiziert. Um das Jahr 650 stießen boirische Siedler aus Südosten in das Schwarzachtal vor. Diese wurden allerdings circa 725 von den aus Westen kommenden Franken wieder zurückgedrängt. Das ursprünglich vier Hektar große Gelände östlich von Königshammer hieß „Muhlbuhel“ und war ein idealer Platz zur Viehzucht, da es ringsum von teils steilen Abhängen begrenzt wird. Inzwischen ist es nur noch 2,4 Hektar groß, da der etwas höher gelegene schmale östliche Abschnitt seit den 1960er Jahren die Kläranlage von Kleinschwarzenlohe beherbergt.
Vermutlich existierte die Mühle bereits um 1200. Sie war ursprünglich Reichslehen, unterstand also dem König direkt, und wurde dementsprechend benannt. 1347 wurde sie als „Kungsmül“ erstmals urkundlich erwähnt, in der den Bäckern aus Kornburg verordnet wurde, in dieser Mühle ihr Getreide mahlen zu lassen. 1471 wurde der Ort als „Kungshamer“ erwähnt. Das Baumaterial für die Mühlgebäude, das Wohnhaus und die Wasserleitbauwerke konnte direkt vor Ort aus einer 8–12 Meter mächtigen, unmittelbar südlich anstehenden Formation des Burgsandsteines gebrochen werden.
Der Dreißigjährige Krieg brachte Königshammer wie auch den Nachbarorten mehrfache Plünderungen, der Ort wurde zum Teil zerstört und niedergebrannt. Um 1630 lagerten nur 300 Meter weiter südöstlich Schwedische Truppen, die in ihrem Gefolge die Pest einschleppten. Ein Sühnekreuz erinnert dort noch heute an die Opfer. Im späten Mittelalter hatten die Nürnberger Patrizier nahe Besitztümer. Von 1505 bis 1806 ist Königshammer als einer der Grenzorte zwischen dem Fürstentum Ansbach und dem Gebiet der Reichsstadt Nürnberg belegt (siehe Karte).
Gegen Ende des 18. Jahrhunderts gehörte Königshammer zur Realgemeinde Kleinschwarzenlohe. In Königshammer gab es 2 Anwesen. Das Hochgericht übte das brandenburg-ansbachische Richteramt Kornburg aus. Die Mahlmühle und die Papiermühle hatten das Richteramt Kornburg als Grundherrn. Unter der preußischen Verwaltung (1792–1806) des Fürstentums Ansbach erhielt Königshammer die Hausnummern 32 und 33 des Ortes Kleinschwarzenlohe. Es gab zwei Untertansfamilien.
Von 1797 bis 1808 unterstand der Ort dem Justiz- und Kammeramt Schwabach. Im Rahmen des Gemeindeedikts wurde 1808 Königshammer dem Steuerdistrikt Großschwarzenlohe (II. Sektion) und der 1818 gebildeten Ruralgemeinde Kleinschwarzenlohe zugeordnet.
Das beginnende Industriezeitalter bescherte Königshammer dank der Wasserkraft eine immer fortwährende Daseinsberechtigung und es wurde aus Brand-, Hochwasser- und Verwüstungshorizonten heraus stets wieder aufgebaut.
Am südwestlichen Gebäudeteil des Mühlentraktes ist noch ein Vollbrandschaden weithin deutlich erkennbar, der bisher nur rohbauseitig behoben wurde und seither zahlreichen Fledermäusen und Brutvögeln, bspw. Schwalben und Mauerseglern Heimat gewährt.
Aus dem Zweiten Weltkrieg sind keine Zerstörungen bekannt, jedoch kam es zu Einquartierungen. Vom Mittwoch, den 18. April 1945 ist aus Königshammer die versuchte Vergewaltigung einer jungen Hamburgerin durch einen Amerikaner überliefert; dieser gelang jedoch die Flucht. Der Pfarrer in Leerstetten erwähnt den Vorfall in der folgenden Sonntagspredigt und gibt zusätzliche Verhaltensratschläge aus.
1960 wurde das ehemalige Hammerwerk im südöstlichen Flügel des Mühlentraktes zur Elektrizitätserzeugung umgewidmet. Seitdem ist das Goldfuchs-Bronzefarbenwerk dort ansässig, das mit 80 % Ökostromanteil produziert.
Am 1. Mai 1978 wurde Königshammer im Zuge der Gebietsreform in Bayern nach Wendelstein eingegliedert.

### Baudenkmäler
- Das historische Wohnhaus des Hammerwerkes datiert von 1738. Auch einige weitere Nebengebäude sind in situ als Baudenkmäler erhalten geblieben.[18]

### Einwohnerentwicklung
| Jahr      | 001818 | 001840 | 001861 | 001871 | 001885 | 001900 | 001925 | 001950 | 001961 | 001970 | 001987 | 002016 |
| Einwohner | 31     | 15     | 68     | 59     | 58     | 18     | 21     | 25     | 25     | 16     | 12     | 7      |
| Häuser    | 3      | 3      |        |        | 2      | 2      | 3      | 2      | 2      |        | 2      |        |
| Quelle    | [ 20 ] | [ 21 ] | [ 22 ] | [ 23 ] | [ 24 ] | [ 25 ] | [ 26 ] | [ 27 ] | [ 28 ] | [ 29 ] | [ 30 ] |        |

## Religion
Seit der Reformation ist der Ort evangelisch-lutherisch geprägt und nach St. Nikolaus (Kornburg) gepfarrt. Die Katholiken waren ursprünglich nach St. Nikolaus (Wendelstein) gepfarrt, heute ist die Pfarrei Maria Königin (Kornburg) zuständig.